# Batalla de Serres
La batalla de Serres (en búlgaro: Битка при Сяр) tuvo lugar en junio de 1205 en la ciudad de Serres, en la actual Grecia, entre el Segundo Imperio búlgaro y el Imperio latino. El resultado fue una victoria búlgara.

## Orígenes del conflicto
Después de la victoria en la batalla de Adrianópolis, en 1205, los búlgaros se hicieron con el control de la mayor parte de la Tracia bizantina, con la excepción de un conjunto de grandes ciudades fortificadas que el zar Kaloján ansiaba conquistar. En junio de ese mismo año, el zar marchó con su ejército hacia el suroeste, hacia los dominios de Bonifacio de Montferrato, rey de Tesalónica y vasallo del Imperio latino.

## La batalla
La primera ciudad en el camino del ejército búlgaro fue Serres. Los cruzados (o latinos) trataron de combatirlos en las cercanías de la ciudad, pero fueron derrotados y tuvieron que retirarse. Durante la retirada, los búlgaros aprovecharon la oportunidad para invadir la ciudad, rodeando a los latinos restantes en la ciudadela. En las negociaciones que siguieron, Kaloján acordó concederles un salvoconducto para cruzar la frontera búlgaro-húngara. Pero tan pronto como la guarnición se rindió, los caballeros fueron asesinados y solo la población se salvó.

## Consecuencias
El éxito de la campaña de 1205 terminó con la captura de Filipópolis (actual Plovdiv); sus ciudadanos querían unirse a Bulgaria, pero la nobleza bizantina, encabezada por Alejo Aspieta, se resistió. Después de que Kaloján se apoderase de la ciudad, sus murallas fueron destruidas y Aspieta fue ahorcado. Al año siguiente, la guerra contra el Imperio latino y la nobleza bizantina local continuó, y el ejército cruzado fue derrotado nuevamente en Rusion.